# Fraccionamiento Villa Tzipekua
Fraccionamiento Villa Tzipekua är en ort i Mexiko.   Den ligger i kommunen Tarímbaro och delstaten Michoacán de Ocampo, i den södra delen av landet, 220 km väster om huvudstaden Mexico City. Fraccionamiento Villa Tzipekua ligger 1 891 meter över havet och antalet invånare är 663.
Terrängen runt Fraccionamiento Villa Tzipekua är kuperad västerut, men österut är den platt. Runt Fraccionamiento Villa Tzipekua är det tätbefolkat, med 493 invånare per kvadratkilometer. Närmaste större samhälle är Morelia, 5,4 km söder om Fraccionamiento Villa Tzipekua. Runt Fraccionamiento Villa Tzipekua är det i huvudsak tätbebyggt.